# Pasmo 10 m

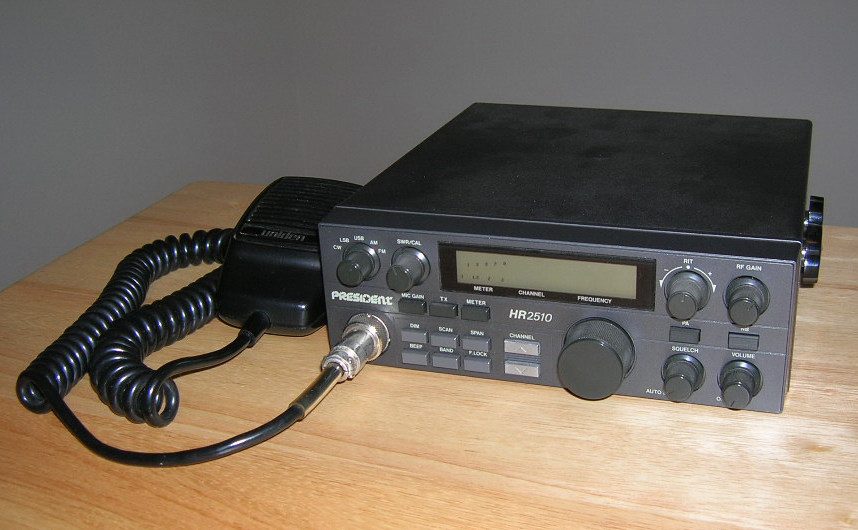
Uniden President HR2510A, przewoźny (samochodowy) transceiver pracujący w paśmie 10m

Pasmo 10 m – jedno z podstawowych pasm częstotliwości amatorskich, zawierające się w granicach: 28,000 do 29,700 MHz dla krótkofalowców na całym świecie.

## Propagacja
Podczas maksimum aktywności słonecznej pasmo jest otwarte w ciągu dnia i kilka godzin po zachodzie słońca. Łączności DX z wykorzystaniem warstwy F2 jonosfery są bardzo efektywne nawet przy małej mocy nadajnika. Przy średniej aktywności pasmo otwiera się zazwyczaj około południa. Niska aktywność słoneczna zamyka to pasmo dla warstwy F2. Sporadyczne odbicia od warstwy E jonosfery możliwe są od maja do sierpnia, jednak mogą też występować w innym okresie. Spodziewane odległości od 300 do 2300 km, a nawet 4500 km.

## Podział pasma 10m w Polsce[1]
Band Plan zaktualizowany na 16 października 2020
| Częstotliwość w kHz | Maksymalna szerokość pasma w Hz | Rodzaje emisji i przeznaczenie |
| ------------------- | ------------------------------- | --- |
| 28000 – 28070       | 200                             | CW, 28055 kHz środek aktywności QRS CW, 28060 kHz środek aktywności QRP                                                                                          |
| 28070 – 28120       | 500                             | Emisje wąskopasmowe – emisje cyfrowe |
| 28120 – 28150       | 500                             | Emisje wąskopasmowe – emisje cyfrowe, sterowane automatycznie stacje emisji danych (bezobsługowe)                                                                |
| 28150 – 28190       | 500                             | Emisje wąskopasmowe |
| 28190 – 28199       | –                               | IBP, radiolatarnie regionalne współużytkowane w podziale czasowym                                                                                                |
| 28199 – 28201       | –                               | IBP, radiolatarnie ogólnoświatowe współużytkowane w podziale czasowym                                                                                            |
| 28201 – 28225       | –                               | IBP, radiolatarnie o pracy ciągłej |
| 28225 – 28300       | 2700                            | Wszystkie rodzaje emisji – radiolatarnie |
| 28300 – 28320       | 2700                            | Wszystkie emisje – emisje cyfrowe, sterowane automatycznie stacje emisji danych (bezobsługowe)                                                                   |
| 28320 – 29000       | 2700                            | Wszystkie emisje, 28330 kHz – środek aktywności głosowych emisji cyfrowych 28360 kHz – środek aktywności SSB QRP 28680 kHz – środek aktywności emisji obrazowych |
| 29000 – 29100       | –                               | Wszystkie rodzaje emisji |
| 29100 – 29200       | 6000                            | Wszystkie rodzaje emisji FM simplex – kanały 10 kHz |
| 29200 – 29300       | 6000                            | Wszystkie emisje – emisje cyfrowe, sterowane automatycznie stacje emisji danych (bezobsługowe)                                                                   |
| 29300 – 29510       | 6000                            | Łączność satelitarna (kosmos-Ziemia) |
| 29510 – 29520       | –                               | Kanał ochronny |
| 29520 – 29590       | 6000                            | Wszystkie rodzaje emisji wejścia przemienników FM (RH1 – RH8) |
| 29600               | –                               | Wszystkie rodzaje emisji – kanał wywoławczy FM |
| 29610               | –                               | Wszystkie rodzaje emisji – FM simplex repeater (parrot – input and output)                                                                                       |
| 29620 – 29700       | 6000                            | Wszystkie rodzaje emisji wyjścia przemienników FM (RH1 – RH8) |